# Apsaravis
Apsaravis is een geslacht van uitgestorven vogels uit het Laat-Krijt van het huidige Mongolië, behorend tot de Ornithuromorpha. De enige benoemde soort is Apsaravis ukhaana.

## Vondst en naamgeving
In 1998 werd door een Mongools-Amerikaanse expeditie, met medewerking van het American Museum of Natural History, op de vindplaats van de Camels Humps Amphitheater een skelet opgegraven van een vogel, een zeer zeldzame vondst in dat gebied.
In 2001 benoemden en beschreven Mark Norell en Julia Clarke de typesoort Apsaravis ukhaana. De geslachtsnaam combineert het Sanskriet apsara, een verleidelijke nimf uit de boeddhistische mythologie, met het Latijn avis, 'vogel'. De soortaanduiding verwijst naar de Ukhaa Tolgod of Oecha Tolgod, de streek waar de fossielen zijn gevonden. De publicatie vond plaats in het blad Nature en was daarom nogal kort.
Het holotype IGM 100/1017 is gevonden in een laag van de Djadochtaformatie die dateert uit het Campanien. Het bestaat uit een skelet met schedel. Het ligt grotendeels in verband en is niet platgedrukt. De schedel is echter sterk gecomprimeerd.
In 2002 volgde een meer uitgebreide beschrijving. 

## Beschrijving
Apsaravis heeft ongeveer de grootte van een duif. Het gewicht is geschat op 180 gram.
Zowel in 2001 en 2002 werden onderscheidende kenmerken aangegeven. Verschillende ervan hebben hun onderscheidende karakter door nieuwe vondsten verloren. De volgende kenmerken waren in 2015 nog geldig. Het dentarium van de onderkaak is achteraan gevorkt. Het opperarmbeen heeft een van de kop afstaande bovenste achterhoek. De onderkant van het opperarmbeen is sterk verbreed en van voor naar achter afgeplat. Bij het opperarmbeen zijn de onderste gewrichtsknobbels bandvormig. De buitenste, of bovenste, onderste gewrichtsknobbel van het opperarmbeen is overdwars gericht. De binnenste of onderste gewrichtsknobbel van het opperarmbeen steekt sterk uit richting onderarm. Op het dijbeen bevindt zich een vergrote richel op de zijkant. Op het ondervlak van de tibiotarsus heeft de binnenste knobbel minder dan 60 procent van de breedte van de buitenste knobbel. De onderste knobbels van de tibiotarsus versmallen niet naar de middenlijn van het element toe. De onderlinge groeve van de onderste knobbels van de tibiotarsus beslaat minder dan 30 procent van hun breedte. De trog op de achterste onderkant van de tibiotarsus voor de aanhechting van de kraakbeenkap loopt naar beide zijkanten uit in goed ontwikkelde vleugels. Bij het schouderblad vormt de processus acromialis een naar buiten gerichte haak. Het tweede middenvoetsbeen heeft onderaan geen rolgewricht.
Vermoedelijk heeft Apsaravis geen tanden.

## Fylogenie
Apsaravis werd in 2001 geplaatst als de zustersoort van de Carinatae, dus net onder Ichthyornis in de stamboom. In 2002 was de gevonden positie basaler, als zustersoort van de Ornithurae.
In 2001, toen er weinig basale ornithuromorfen bekend waren, waren de gegevens verschaft door de vondst nog relevant in het bepalen van de synapomorfieën van de Enantiornithes en voor de vraag of de Sauriurae een relevant concept waren. Moderner onderzoek heeft die relevantie sterk verminderd.

## Levenswijze
Er bestaat een oude hypothese, vaak nog verdedigd door John Alan Feduccia, dat de Ornithuromorpha voornamelijk, of zelfs uitsluitend, kustvogels waren. Het ver van de kust gelegen en vrij droge gebied waar Apsaravis leefde, was in 2001 een aanwijzing dat de zaak gecompliceerder lag.